# Rosewood Heights, Illinois
Rosewood Heights là một nơi ấn định cho điều tra dân số thuộc quận Madison, tiểu bang Illinois, Hoa Kỳ. Năm 2010, dân số của nơi ấn định cho điều tra dân số này là 4038 người.

## Dân số
Dân số qua các năm:
- Năm 2000: 4262 người.
- Năm 2010: 4038 người.